# グレゴリオ・フエンテス

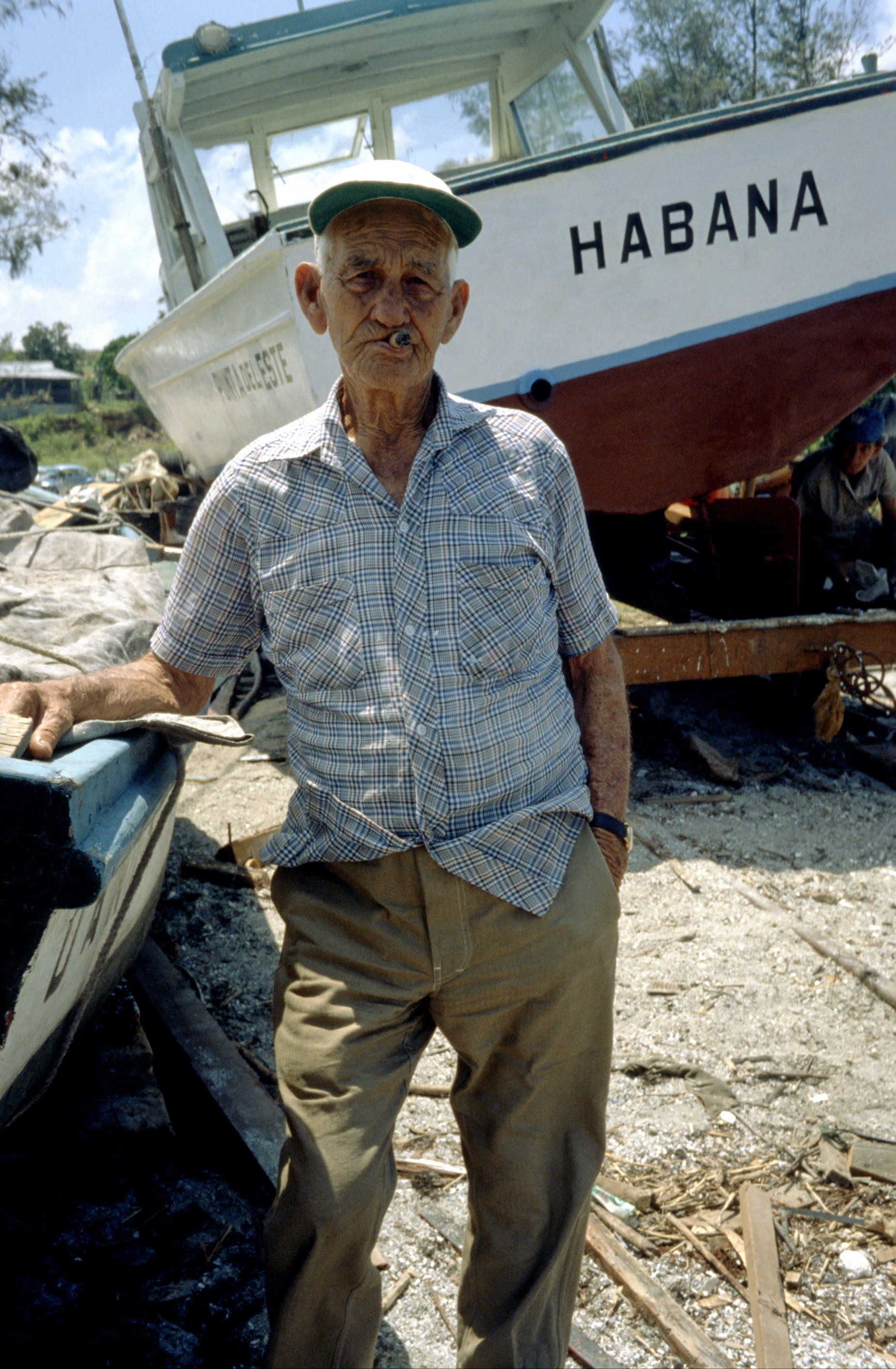
グレゴリオ･フエンテス
（1993年、コヒマルで)

グレゴリオ・フエンテス（Gregorio Fuentes 1897年7月11日 - 2002年1月13日) は、キューバの漁師であり、アーネスト・ヘミングウェイとの友情で知られる。短編小説『老人と海』の老いた主人公サンチャゴのモデルの一人とされている。
フエンテスはカナリア諸島のランサローテ島出身である。キューバへ海路で向かう途中で船のコックだった父を亡くし、当時6歳だったフエンテスは成人するまで同郷のカナリア系移民に育てられた。
ヘミングウェイとの出会いについては諸説あるが、メキシコ湾を嵐が襲ったときに二人で雨宿りをしたのが交友の始まりだといわれる。ヘミングウェイは1939年にキューバに移住するのだが、その頃からフエンテスを自分のボートの船頭として雇うようになった。フエンテスは20年以上に渡ってヘミングウェイの愛艇「ピラー」を操縦しただけでなく、船のうえで文豪のために料理やカクテルをつくった。ヘミングウェイは創作に倦むと、フエンテスとボートで海にでかけ、ひたすらに釣りを楽しんだ。
ヘミングウェイは1960年にキューバを離れてアメリカのアイダホ州に移住し、その翌年に自殺する。
フエンテスは人生のほとんどをハバナ近郊のコヒマルで暮らした。この小さな漁村は後にヘミングウェイゆかりの地として観光スポットになった。フエンテスはそこの目玉であり、葉巻をくわえ、スペイン語でパパ・ヘミングウェイと過ごした日々を15分語っては50ドルの料金をとった。釣りの話ならいくらでもしたが、どれだけ観光客がせがんでも雇い主の秘密については口を閉ざしたという。
フエンテスは104歳で亡くなった。ガンを患っていた。